# Tataouinea
Tataouinea is een geslacht van plantenetende sauropode dinosauriërs, behorend tot de Neosauropoda, dat tijdens het vroege Krijt leefde in het gebied van het huidige Tunesië. De enige benoemde soort is Tataouinea hannibalis.

## Vondst en naamgeving
Begin maart 2011 vond, tijdens een Italiaanse paleontologische expeditie in het zuiden van Tunesië, Aldo Bacchetta bij Jebel El Mra een aantal wervels van een sauropode. De wervels bleken deel van een gedeeltelijk skelet dat die zomer werd opgegraven. Wegens de politieke instabiliteit veroorzaakt door de Arabische Lente lag de studie een tijdje stil en raakten de fossielen beschadigd door vandalisme tijdens hun opslag in het Musée de l’Office National des Mines te Tunis. In maart 2012 kon het onderzoek echter hervat worden. De vondst was het eerste enigszins complete sauropodenskelet dat ooit in Tunesië was gevonden en bleek een nieuwe soort te vertegenwoordigen.

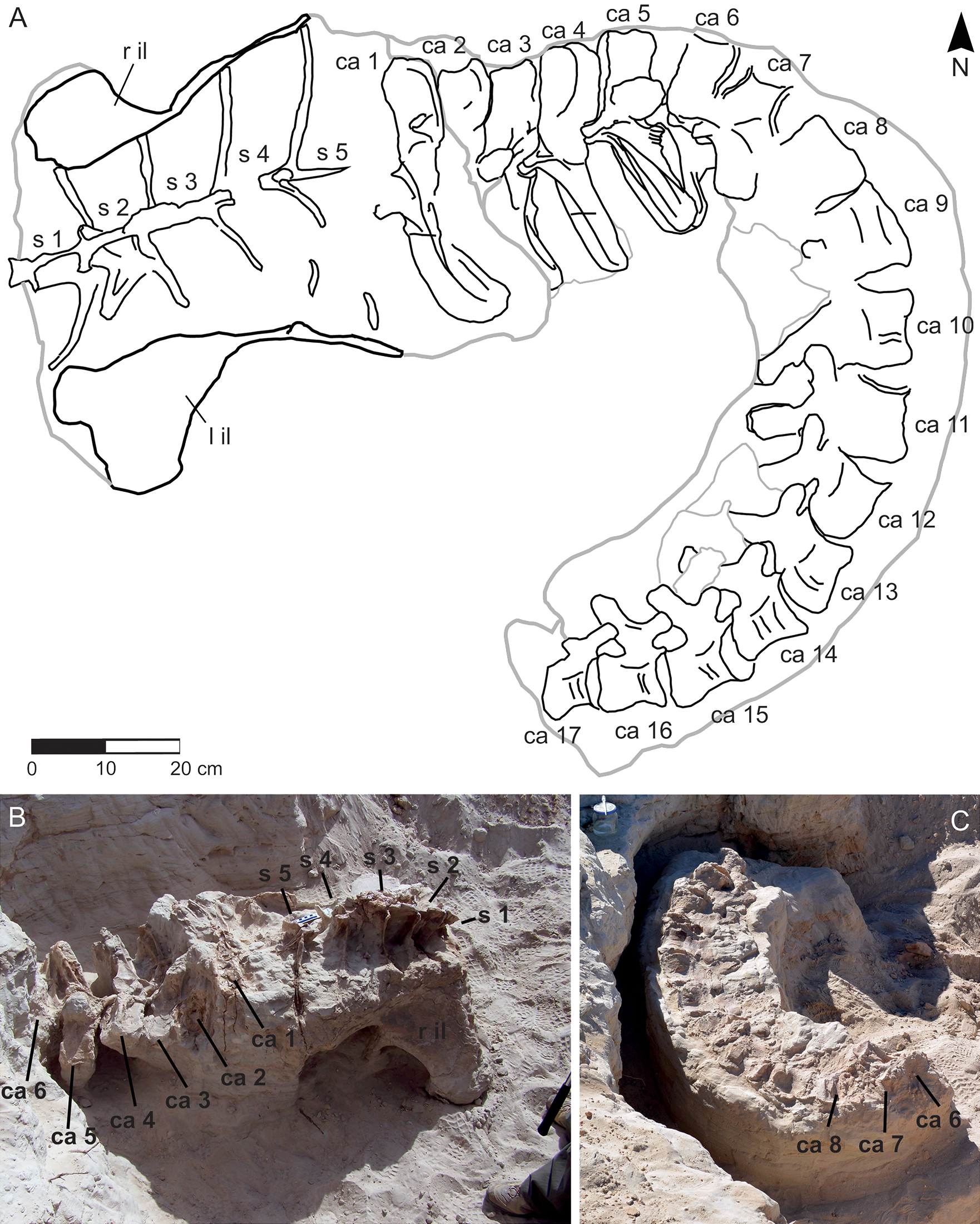
De vindplaats na de opgravingen in 2013

In 2013 werd de typesoort Tataouinea hannibalis benoemd en beschreven door Federico Fanti, Andrea Cau, Mohsen Hassine en Michela Contessi. De geslachtsnaam verwijst naar de woestijn van Tataouine. De soortaanduiding eert de befaamde Carthaagse veldheer Hannibal Barkas omdat hij net als de verwanten van Tataouinea Europa vanuit Afrika binnenviel. De beschrijving uit 2013 was slechts kort en voorlopig: het gerenommeerde blad Nature stond een kleine publicatie toe wegens de uitzonderlijke botkenmerken. Een uitgebreidere beschrijving werd al in 2013 aangekondigd.
Het holotype, ONM DT 1–36, is gevonden in een laag van de Ain el Guettar-formatie, die dateert uit het Albien, ongeveer 110 miljoen jaar oud. Het bestaat uit een in verband liggend gedeeltelijk skelet zonder schedel. Bewaard zijn volgens de beschrijving uit 2013 gebleven: de vijf voorste staartwervels, de sacrale wervels, beide darmbeenderen en beide zitbeenderen.
In 2015 werd de aangekondigde meer gedetailleerde beschrijving gegeven. Daarbij bleek dat de vermeende reeks van vijf staartwervels in feite de eerste zes wervels vertegenwoordigde. Daarnaast werden ook de zevende tot en met zeventiende staartwervel beschreven die in 2013 waren gevonden.

## Beschrijving

### Grootte en onderscheidende kenmerken

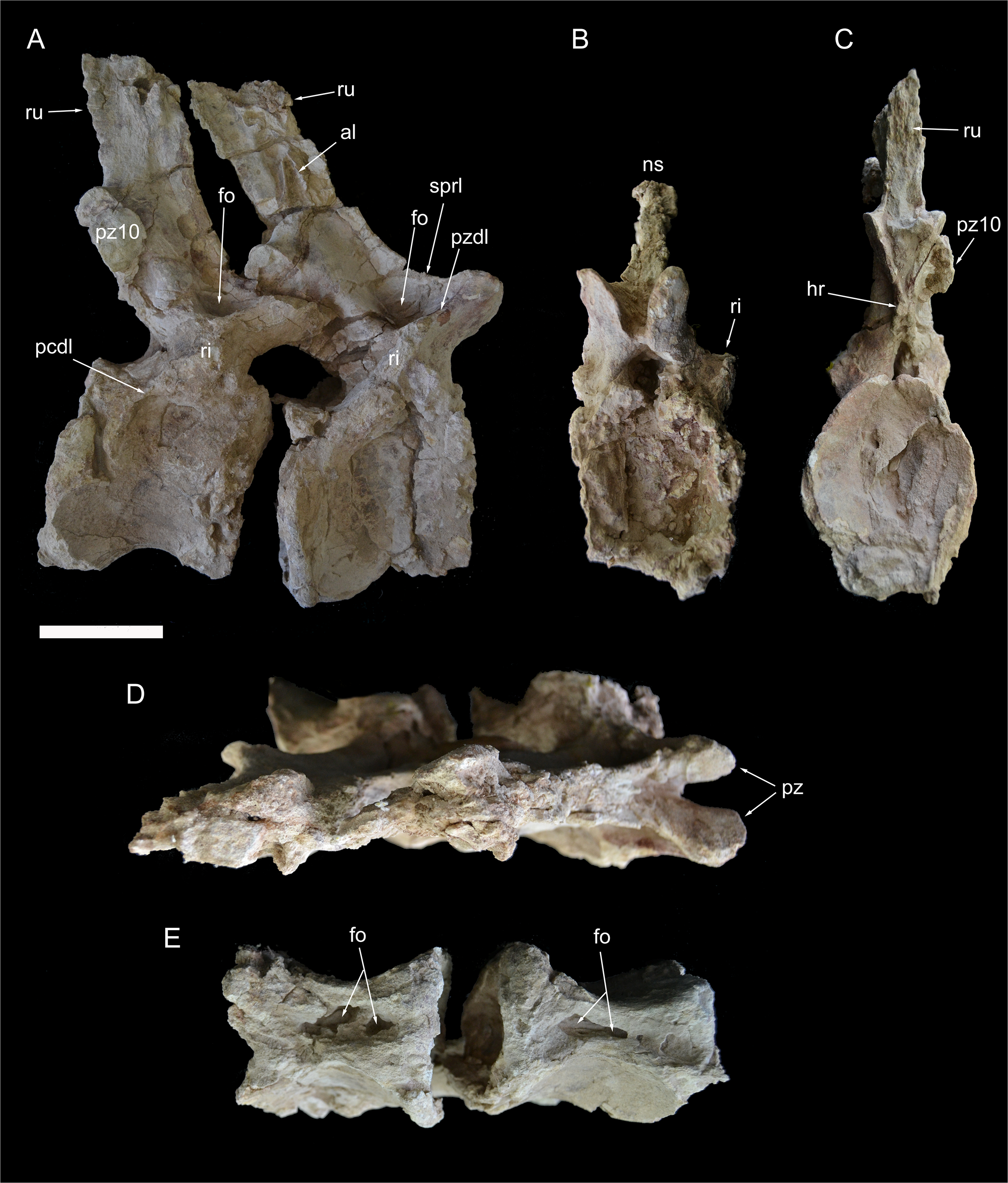
De achtste en negende staartwervel

Tataouinea is een middelgrote sauropode waarvan de lichaamslengte in 2015 geschat werd op ongeveer twaalf meter. Het heiligbeen heeft een lengte van tachtig centimeter.
In 2015 werd één unieke afgeleide eigenschap, autapomorfie vastgesteld: het zitbeen heeft een groot ovaal pneumatisch foramen in de zijkant van het voetstuk voor het darmbeen. Verder is er een unieke combinatie van op zich niet unieke eigenschappen gegeven. De doornuitsteeksels van de eerste, tweede en derde sacrale wervel zijn versmolten. De doornuitsteeksels van de voorste staartwervels hebben zwak ontwikkelde richels terwijl die van de achterste sacrale wervels juist goed ontwikkelde richels hebben en bijna kamervormige luchtholten. Bij het doornuitsteeksel van de vierde sacrale wervel is de zijwand doorboord door ovaal foramen dat toegang biedt tot de interne luchtkamers. De voorste vijf staartwervels hebben op de middelste hoogte van hun zijkanten pleurocoelen die doorlopen tot in de interne luchtholten. Bij de voorste staartwervels zijn de voorste gewrichtsuitsteeksels niet aan hun onderkanten verbonden door een horizontale dwarsrichel. Bij de voorste staartwervels bevindt zich een pneumatische opening in de uitholling tussen het doornuitsteeksel en het voorste gewrichtsuitsteeksel. Bij de voorste staartwervels lopen op de zijkant van de basis van het doornuitsteeksel de richel tussen het voorste gewrichtsuitsteeksel en het doornuitsteeksel en de richel tussen de diapofyse en het doornuitsteeksel naar boven toe samen om een verticale richel te vormen die uiteindelijk samenloopt met de richel tussen het achterste gewrichtsuitsteeksel en het doornuitsteeksel, tussen welke twee laatste richels zich op de bovenste zijkant van het doornuitsteeksel een driehoekige verticale uitholling bevindt. De dertiende, veertiende en vijftiende staartwervel hebben ondiepe ovale uithollingen op de zijkanten van het wervellichaam. Bij het darmbeen is het aanhangsel voor het schaambeen uitgehold door een grote luchtkamer.

### Skelet
Een opvallend kenmerk van Tataouinea is de extreme pneumatisering van de verschillende gevonden skeletelementen. Door sommige onderzoekers is betwijfeld of het vormen van holten in de botten bij sauropoden werkelijk het gevolg was van het binnendringen van de uitlopers van luchtzakken maar volgens de beschrijvers is dit bij Tataouinea zo duidelijk dat dit niet meer betwijfeld kan worden. De staartwervels lijken volgens de studie uit 2013 van hun doornuitsteeksels uit gepneumatiseerd te zijn; bij het bekken lijkt het proces in de sacrale wervels te zijn begonnen. Opmerkelijk is dat zelfs het zitbeen uitgehold is, wat verder binnen de Dinosauria alleen van enkele moderne grote vogels bekend was, en niet vanuit een klein pneumatisch foramen maar via een grote ovale pleurocoel op de buitenste basis van de tak die naar het darmbeen loopt. Tataouinea is ook de eerste bekende sauropode met een gepneumatiseerd aanhangsel voor het schaambeen, de eerste bekende rebbachisauride met pleurocoelen op de staartwervels en de eerste bekende diplodocoïde waarvan de doornuitsteeksels van de sacrale wervels twee gepaarde luchtkamers hebben. Die laatste uitsteeksels hebben daarbij kleinere luchtkamertjes, camellae, en zijdelingse uithollingen. De sacrale wervels hebben ook luchtkamers in hun centra. Bij de staartwervels hebben de doornuitsteeksels grote aantallen pneumatische foramina en andere putjes.

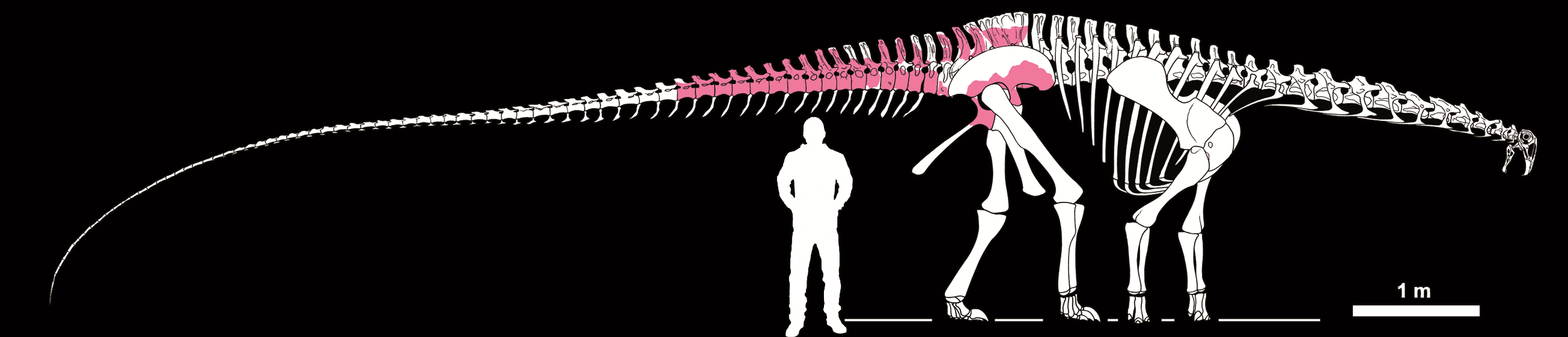
Een reconstructie van het skelet met de bekende botten in het roze

Al deze uithollingen vormen een sterke aanwijzing voor de aanwezigheid van een grote luchtzak in de achterste buikholte. Dit zou weer kunnen betekenen dat sauropoden een ademhalingssysteem hadden als bij de vogels, waar de longen stijf zijn en luchtzakken er steeds verse lucht in dezelfde richting doorheen stuwen, wat de zuurstofopneming in het bloed sterk verbetert. Die goede zuurstofvoorziening zou vooral nuttig zijn als sauropoden warmbloedig waren.
De staartwervels zijn van het rebbachisauride type met procoele gewrichtsfacetten van de centra, wervelbogen die lijken op die van ruggenwervels, uitgebreide richels, zijuitsteeksels die schuin omhoog gericht zijn en doornuitsteeksels met een bloembladvormige doorsnede. Ook het zitbeen is rebbachisauride met een langgerekte nek die de tak naar het darmbeen insnoert en een algehele graciele bouw.
De pneumatisering strekte zich tot ver in de reeks van staartwervels uit. Pleurocoelen zijn op de veertiende, vijftiende en zestiende staartwervel aanwezig. Eigenaardig is dat ze op de zevende tot en met dertiende wervel lijken te ontbreken. Een andere variabiliteit wordt juist in de symmetrie getoond: de linkerhelft van zowel het bekken als de wervels is sterker van luchtholten doortrokken dan de rechterhelft. Bij de zestiende wervel is in ieder geval in beschadigde gedeelten de aanwezigheid van luchtkamers zichtbaar. Ook is op die wervel ook het doornuitsteeksel nog gepneumatiseerd. Dit weerlegt volgens het artikel uit 2015 hypothesen dat de voortzetting van de pneumatisering zich het eerst bij het centrum of juist het doornuitsteeksel voordeed. De zeventiende staartwervel heeft geen uitholling meer op de onderkant en is vrij langgerekt met lange gewrichtsuitsteeksels.

## Fylogenie
Tataouinea werd door de beschrijvers in de Rebbachisauridae geplaatst. Daarbinnen zou de soort nauwer verwant zijn aan meer afgeleide Europese Nigersaurinae dan aan andere vormen, wat zou wijzen op een kolonisatie van Noord-Afrika en uiteindelijk Europa vanuit zuidelijker streken van Gondwana. De zustersoort van Tataouinea is volgens de voorlopige analyse uit 2013 Demandasaurus uit Spanje.
De studie uit 2015 bevestigde in grote lijnen het migratiepatroon. Rebbacchisauridae zouden zich in Zuid-Amerika hebben ontwikkeld en van daaruit naar het noorden zijn getrokken. Een nauwkeuriger kladistische analyse wees echter uit dat Tataouinea nauwer verwant was aan Rebbachisaurus dan aan Demandasaurus. De soort zou dus tot een nieuw benoemde groep Rebbachisaurinae behoren. Aangezien dit alles echter wat onzeker was, werd een nieuwe klade Khebbashia gedefinieerd die al dit soort meer afgeleide rebbachisauriden omvat. Tataouinea is dus met vrij grote zekerheid een khebbashiër.
Het volgende kladogram toont de positie van Tataouinea in de evolutionaire stamboom volgens de studie uit 2015.
|  | Cathartesaura |
|  |               |
|  | Limaysaurus   |
|  |               |

|  | Nigersaurus                                                                                   |
|  |                                                                                               |
|  | \| \| Rebbachisaurus \| \| \| \| \| \| Demandasaurus \| \| \| \| \| \| Tataouinea \| \| \| \| |
|  |                                                                                               |
|  | Rebbachisaurus                                                                                |
|  |                                                                                               |
|  | Demandasaurus                                                                                 |
|  |                                                                                               |
|  | Tataouinea                                                                                    |
|  |                                                                                               |

|  | Rebbachisaurus |
|  |                |
|  | Demandasaurus  |
|  |                |
|  | Tataouinea     |
|  |                |

|  | Nigersaurus                                                                                   |
|  |                                                                                               |
|  | \| \| Rebbachisaurus \| \| \| \| \| \| Demandasaurus \| \| \| \| \| \| Tataouinea \| \| \| \| |
|  |                                                                                               |
|  | Rebbachisaurus                                                                                |
|  |                                                                                               |
|  | Demandasaurus                                                                                 |
|  |                                                                                               |
|  | Tataouinea                                                                                    |
|  |                                                                                               |

|  | Rebbachisaurus |
|  |                |
|  | Demandasaurus  |
|  |                |
|  | Tataouinea     |
|  |                |

|  | Cathartesaura |
|  |               |
|  | Limaysaurus   |
|  |               |

|  | Nigersaurus                                                                                   |
|  |                                                                                               |
|  | \| \| Rebbachisaurus \| \| \| \| \| \| Demandasaurus \| \| \| \| \| \| Tataouinea \| \| \| \| |
|  |                                                                                               |
|  | Rebbachisaurus                                                                                |
|  |                                                                                               |
|  | Demandasaurus                                                                                 |
|  |                                                                                               |
|  | Tataouinea                                                                                    |
|  |                                                                                               |

|  | Rebbachisaurus |
|  |                |
|  | Demandasaurus  |
|  |                |
|  | Tataouinea     |
|  |                |

|  | Nigersaurus                                                                                   |
|  |                                                                                               |
|  | \| \| Rebbachisaurus \| \| \| \| \| \| Demandasaurus \| \| \| \| \| \| Tataouinea \| \| \| \| |
|  |                                                                                               |
|  | Rebbachisaurus                                                                                |
|  |                                                                                               |
|  | Demandasaurus                                                                                 |
|  |                                                                                               |
|  | Tataouinea                                                                                    |
|  |                                                                                               |

|  | Rebbachisaurus |
|  |                |
|  | Demandasaurus  |
|  |                |
|  | Tataouinea     |
|  |                |

|  | Cathartesaura |
|  |               |
|  | Limaysaurus   |
|  |               |

|  | Nigersaurus                                                                                   |
|  |                                                                                               |
|  | \| \| Rebbachisaurus \| \| \| \| \| \| Demandasaurus \| \| \| \| \| \| Tataouinea \| \| \| \| |
|  |                                                                                               |
|  | Rebbachisaurus                                                                                |
|  |                                                                                               |
|  | Demandasaurus                                                                                 |
|  |                                                                                               |
|  | Tataouinea                                                                                    |
|  |                                                                                               |

|  | Rebbachisaurus |
|  |                |
|  | Demandasaurus  |
|  |                |
|  | Tataouinea     |
|  |                |

|  | Nigersaurus                                                                                   |
|  |                                                                                               |
|  | \| \| Rebbachisaurus \| \| \| \| \| \| Demandasaurus \| \| \| \| \| \| Tataouinea \| \| \| \| |
|  |                                                                                               |
|  | Rebbachisaurus                                                                                |
|  |                                                                                               |
|  | Demandasaurus                                                                                 |
|  |                                                                                               |
|  | Tataouinea                                                                                    |
|  |                                                                                               |

|  | Rebbachisaurus |
|  |                |
|  | Demandasaurus  |
|  |                |
|  | Tataouinea     |
|  |                |

|  | Cathartesaura |
|  |               |
|  | Limaysaurus   |
|  |               |

|  | Nigersaurus                                                                                   |
|  |                                                                                               |
|  | \| \| Rebbachisaurus \| \| \| \| \| \| Demandasaurus \| \| \| \| \| \| Tataouinea \| \| \| \| |
|  |                                                                                               |
|  | Rebbachisaurus                                                                                |
|  |                                                                                               |
|  | Demandasaurus                                                                                 |
|  |                                                                                               |
|  | Tataouinea                                                                                    |
|  |                                                                                               |

|  | Rebbachisaurus |
|  |                |
|  | Demandasaurus  |
|  |                |
|  | Tataouinea     |
|  |                |

|  | Nigersaurus                                                                                   |
|  |                                                                                               |
|  | \| \| Rebbachisaurus \| \| \| \| \| \| Demandasaurus \| \| \| \| \| \| Tataouinea \| \| \| \| |
|  |                                                                                               |
|  | Rebbachisaurus                                                                                |
|  |                                                                                               |
|  | Demandasaurus                                                                                 |
|  |                                                                                               |
|  | Tataouinea                                                                                    |
|  |                                                                                               |

|  | Rebbachisaurus |
|  |                |
|  | Demandasaurus  |
|  |                |
|  | Tataouinea     |
|  |                |

|  | Cathartesaura |
|  |               |
|  | Limaysaurus   |
|  |               |

|  | Nigersaurus                                                                                   |
|  |                                                                                               |
|  | \| \| Rebbachisaurus \| \| \| \| \| \| Demandasaurus \| \| \| \| \| \| Tataouinea \| \| \| \| |
|  |                                                                                               |
|  | Rebbachisaurus                                                                                |
|  |                                                                                               |
|  | Demandasaurus                                                                                 |
|  |                                                                                               |
|  | Tataouinea                                                                                    |
|  |                                                                                               |

|  | Rebbachisaurus |
|  |                |
|  | Demandasaurus  |
|  |                |
|  | Tataouinea     |
|  |                |

|  | Nigersaurus                                                                                   |
|  |                                                                                               |
|  | \| \| Rebbachisaurus \| \| \| \| \| \| Demandasaurus \| \| \| \| \| \| Tataouinea \| \| \| \| |
|  |                                                                                               |
|  | Rebbachisaurus                                                                                |
|  |                                                                                               |
|  | Demandasaurus                                                                                 |
|  |                                                                                               |
|  | Tataouinea                                                                                    |
|  |                                                                                               |

|  | Rebbachisaurus |
|  |                |
|  | Demandasaurus  |
|  |                |
|  | Tataouinea     |
|  |                |

|  | Cathartesaura |
|  |               |
|  | Limaysaurus   |
|  |               |

|  | Nigersaurus                                                                                   |
|  |                                                                                               |
|  | \| \| Rebbachisaurus \| \| \| \| \| \| Demandasaurus \| \| \| \| \| \| Tataouinea \| \| \| \| |
|  |                                                                                               |
|  | Rebbachisaurus                                                                                |
|  |                                                                                               |
|  | Demandasaurus                                                                                 |
|  |                                                                                               |
|  | Tataouinea                                                                                    |
|  |                                                                                               |

|  | Rebbachisaurus |
|  |                |
|  | Demandasaurus  |
|  |                |
|  | Tataouinea     |
|  |                |

|  | Nigersaurus                                                                                   |
|  |                                                                                               |
|  | \| \| Rebbachisaurus \| \| \| \| \| \| Demandasaurus \| \| \| \| \| \| Tataouinea \| \| \| \| |
|  |                                                                                               |
|  | Rebbachisaurus                                                                                |
|  |                                                                                               |
|  | Demandasaurus                                                                                 |
|  |                                                                                               |
|  | Tataouinea                                                                                    |
|  |                                                                                               |

|  | Rebbachisaurus |
|  |                |
|  | Demandasaurus  |
|  |                |
|  | Tataouinea     |
|  |                |

|  | Cathartesaura |
|  |               |
|  | Limaysaurus   |
|  |               |

|  | Nigersaurus                                                                                   |
|  |                                                                                               |
|  | \| \| Rebbachisaurus \| \| \| \| \| \| Demandasaurus \| \| \| \| \| \| Tataouinea \| \| \| \| |
|  |                                                                                               |
|  | Rebbachisaurus                                                                                |
|  |                                                                                               |
|  | Demandasaurus                                                                                 |
|  |                                                                                               |
|  | Tataouinea                                                                                    |
|  |                                                                                               |

|  | Rebbachisaurus |
|  |                |
|  | Demandasaurus  |
|  |                |
|  | Tataouinea     |
|  |                |

|  | Nigersaurus                                                                                   |
|  |                                                                                               |
|  | \| \| Rebbachisaurus \| \| \| \| \| \| Demandasaurus \| \| \| \| \| \| Tataouinea \| \| \| \| |
|  |                                                                                               |
|  | Rebbachisaurus                                                                                |
|  |                                                                                               |
|  | Demandasaurus                                                                                 |
|  |                                                                                               |
|  | Tataouinea                                                                                    |
|  |                                                                                               |

|  | Rebbachisaurus |
|  |                |
|  | Demandasaurus  |
|  |                |
|  | Tataouinea     |
|  |                |

|  | Cathartesaura |
|  |               |
|  | Limaysaurus   |
|  |               |

|  | Nigersaurus                                                                                   |
|  |                                                                                               |
|  | \| \| Rebbachisaurus \| \| \| \| \| \| Demandasaurus \| \| \| \| \| \| Tataouinea \| \| \| \| |
|  |                                                                                               |
|  | Rebbachisaurus                                                                                |
|  |                                                                                               |
|  | Demandasaurus                                                                                 |
|  |                                                                                               |
|  | Tataouinea                                                                                    |
|  |                                                                                               |

|  | Rebbachisaurus |
|  |                |
|  | Demandasaurus  |
|  |                |
|  | Tataouinea     |
|  |                |

|  | Nigersaurus                                                                                   |
|  |                                                                                               |
|  | \| \| Rebbachisaurus \| \| \| \| \| \| Demandasaurus \| \| \| \| \| \| Tataouinea \| \| \| \| |
|  |                                                                                               |
|  | Rebbachisaurus                                                                                |
|  |                                                                                               |
|  | Demandasaurus                                                                                 |
|  |                                                                                               |
|  | Tataouinea                                                                                    |
|  |                                                                                               |

|  | Rebbachisaurus |
|  |                |
|  | Demandasaurus  |
|  |                |
|  | Tataouinea     |
|  |                |